# Иритка
Иритка (также Ириткангна, до впадения Яду — Сики) — река в Эвенкийском районе Красноярского края России, левый приток Нижней Тунгуски. Длина реки — 215 км. Площадь водосборного бассейна — 5950 км².
Река под названием Сики берёт начало на Среднесибирском плоскогорье на высоте более 500 м над уровнем моря. В верховьях течёт на юг, затем огибает с юго-запада горный массив (сопки Хуптылон, Солдат, Золотая). После впадения реки Яду резко поворачивает на северо-восток, протекает в межгорной долине между малыми хребтами Арикшинским на западе и Анаун на востоке. Перед устьем направление реки меняется на северное, русло сильно меандрирует, участками заболочено, встречаются пойменные озёра-старицы. Впадает в Нижнюю Тунгуску по левому берегу на отметке 184 м над уровнем моря, ниже впадения Ейки, в 1211 км от устья Нижней Тунгуски. Ширина в низовьях составляет 80 м при глубине 1,1 м, берега обрывистые. 

## Основные притоки
Указаны поименованные притоки длиной 30 км и более
| Название   | Расстояние от устья | Длина | Положение |
| ---------- | ------------------- | ----- | --------- |
| Арикши     | 52                  | 41    | левый     |
| Яду        | 103                 | 65    | правый    |
| Ушикта     | 124                 | 45    | левый     |
| Джелинда   | 134                 | 60    | правый    |
| Отында     | 147                 | 54    | правый    |
| Левая Сики | 165                 | 33    | левый     |

## Данные водного реестра
По данным государственного водного реестра России и геоинформационной системы водохозяйственного районирования территории РФ, подготовленной Федеральным агентством водных ресурсов:
- Бассейновый округ — Енисейский
- Речной бассейн — Енисей
- Речной подбассейн — Нижняя Тунгуска
- Водохозяйственный участок — Нижняя Тунгуска от истока до водомерного поста посёлка Кислокан
- Код водного объекта — 17010700112116100071647